# Phonicocleptes busiris
Phonicocleptes busiris is een vliegensoort uit de familie van de roofvliegen (Asilidae). De wetenschappelijke naam van de soort is voor het eerst geldig gepubliceerd in 1881 door Lynch Arribálzaga.